# Oddone I di Blois
Oddone I di Blois (in francese Eudes Ier de Blois) (950 circa – 12 marzo 996) fu conte di Blois, di Chartres, di Châteaudun, di Tours, di Provins, e di Reims, dal 975 alla sua morte.

## Origine
Secondo il monaco e cronista medievale, del secolo XI. Rodolfo il Glabro, Oddone era figlio del conte di Blois, di Tours, di Chartres e di Châteaudun, Tebaldo I, detto l'ingannatore e della sorella di Erberto III, conte di Omois (una regione che corrisponde all'incirca all'attuale Arrondissement di Château-Thierry) e Conte di Champagne, Liutgarda di Vermandois; Liutgarda, secondo il monaco e scrittore normanno, Guglielmo di Jumièges (anche se non la nomina), era la figlia femmina (secondogenita) del conte di Vermandois, di Meaux, di Soissons e di Madrie e di Vexin, signore di Peronne, Senlis e San Quintino e futuro conte di Troyes, Erberto II (880 – 943) e di Adele (ca. 895- ca. 931), l'unica figlia del marchese di Neustria e futuro re di Francia, Roberto I, e di Adele del Maine, come è indicato nelle Europäische Stammtafeln, vol II, cap. 10 (non consultate).

## Biografia

Blasone originale dei conti di Blois.

Suo padre, Tebaldo I di Blois, morì tra il 975 ed il 977, come ci conferma il Eudes, comte de Blois, de Tours, de Chartres, de Troyes et de Meaux; In un documento del maggio 974 il conte Tebaldo I viene citato per l'ultima volta.
Verso il 975, alla morte del padre, Oddone gli subentrò nei titoli e nel governo dei territori delle contee, come Oddone I, inclusa la contea di Provins, lasciatagli dalla madre, ed inoltre il re dei Franchi Occidentali, Lotario, lo nominò conte palatino, titolo che resterà alla sua famiglia per parecchio tempo.
Oddone continuò la politica del padre, che pur essendo nominalmente vassallo del duca dei Franchi, Ugo Capeto, aveva un diretto rapporto con il re di Francia, Lotario IV, per cui le contee di Oddone, nel cuore della marca di Neustria, erano diventate praticamente autonome dal suo potente signore, Ugo Capeto, e nella lotta per il potere intrapresa tra carolingi e capetingi, Oddone, al fianco dei cugini della casata di Vermandois, si schierò apertamente per i primi.
Nel 977, Oddone controfirmò il documento del capitolum n° VII delle Cartoulaire de l'abbatye de Chartres Saint-Père I, Liber Tertius, col titolo di conte.
Nel 978, Oddone, assieme alla madre Liutgarda, fece una donazione all'abbazia di Chartres Saint-Père, in suffragio dell'anima del padre, Tebaldo.
Nel 982, Oddone sposò Berta di Borgogna, figlia del re di Arles o delle due Borgogne, Corrado III il Pacifico.
Dopo la morte dello zio materno, Erberto detto il Vecchio, (la madre di Oddone, Liutgarda di Vermandois, era la sorella di Erberto detto il Vecchio), conte di Meaux e di Troyes, Oddone, nel 983, aggiunse ai suoi possedimenti anche le contee di Meaux e di Troyes, che governò assieme agli eredi di Erberto il Vecchio, e si rese indipendente del tutto dal duca dei Franchi.
Nella lettera nº 17 delLʹEPISTOLARIO DI GERBERTO DI AURILLAC (Gerberto di Aurillac è il futuro Papa Silvestro II), del 984, Oddone viene citato come figlio di Tebaldo, avversario dell'arcivescovo di Reims, Adalberone.
Con la lettera nº 59 delLʹEPISTOLARIO DI GERBERTO DI AURILLAC, del 985, Gerberto di Aurillac, chiarisce che Oddone ha trovato un accordo con l'arcivescovo di Reims, Adalberone.
Oddone viene ancora citato nella lettera nº 97 delLʹEPISTOLARIO DI GERBERTO DI AURILLAC, scritta da Gerberto, a nome della ex regina dei Franchi Occidentali, Emma d'Italia, tra l'ottobre 986 ed il febbraio 987, alla madre, Adelaide, vedova del suo secondo marito, l'imperatore, Ottone I di Sassonia, affinché la aiuti a rientrare nella grazie del figlio, il re Luigi V di Francia, con il supporto anche di Oddone.
Oddone viene citato in un documento del 989, come autore di una donazione: infatti nel documento n° XXIV delle Chartes Vendômoises, compare assieme ai figli, Tebaldo e  Oddone.
Dopo che i Capetingi si erano installati sul trono di Francia, con Ugo Capeto, Oddone continuò a sostenere la causa dei Carolingi e pare che prendesse parte ad un complotto: il re di Francia, Ugo Capeto ed il figlio Roberto vennero invitati ad un concilio che si teneva in Germania; il piano prevedeva la cattura dei reali francesi da parte delle truppe imperiali e l'incoronazione di Luigi per riportare sul trono un carolingio, il piccolo Luigi, figlio di Carlo I di Lorena, morto da poco, dopo la sconfitta subita a opera di Ugo Capeto. Ma Ugo e Roberto preavvertiti riuscirono a catturare il piccolo Luigi ed il piano fallì.
Un esercito venne inviato dal re di Francia contro Oddone, ma alla fine la cosa si concluse con la consegna di qualche ostaggio da parte di Oddone.
Oddone I morì nel 996 ed il figlio primogenito, Tebaldo, gli subentrò nei titoli e nel governo dei territori; infatti il documento n° VI della raccolta di documenti riguardanti Oddone, Eudes, comte de Blois, de Tours, de Chartres, de Troyes et de Meaux, di quello stesso anno, conferma che i fratelli, Tebaldo e Oddone, definiti conti, assieme alla loro madre, Berta, confermano la donazione fatta dal loro padre, Oddone I, alla  abbazia di Bourgueil.
Secondo Rodolfo il Glabro, Oddone fu sepolto nell'Abbazia di Marmoutier a Tours, dove fu poi raggiunto dal figlio Oddone.

## Matrimonio e discendenza
Oddone I di Blois, come ci viene confermato dal Hugonis Floriacensis, Liber qui Modernorum Regum Francorum continet Actus, aveva sposato Berta di Borgogna, figlia secondogenita del Re di Arles o delle due Borgogne, Corrado III, come ci viene confermato sia dal Hugonis Floriacensis, Liber qui Modernorum Regum Francorum continet Actus (Berta filia Conradi regis Burgundiæ), che dal monaco e cronista medievale, del secolo XI. Rodolfo il Glabro e della sua seconda moglie (come ci conferma la Chronica Albrici Monachi Trium Fontium), Matilde di Francia (943-980), che secondo la Genealogiæ Comitum Flandriæ, Witgeri Genealogica Arnulfi Comitis era figlia del re dei Franchi occidentali, Luigi IV detto d'Oltremare (920 – 954) e, secondo il continuatore del cronista Flodoardo, di Gerberga di Sassonia(913 circa-984), figlia del re di Germania, Enrico I l'Uccellatore e di Matilde di Ringelheim.
Oddone I da Berta ebbe 5 o 6 figli:
- Roberto ( († prima del 995), che viene citato nel documento n° XXIV delle Chartes Vendômoises, in cui viene citato come primogenito di Oddone I (Odonis comitis, Rotberti filii eius, Tetbaldi filius eius, Odonis alterius filius)[25], ma non viene citato nel documento n° IV (non consultato) di Marmoutier (Blésois) in cui riferendosi ad una donazione del 986, cita la moglie e due soli figli (Berte comitissæ uxoris eius, majoris filii eius Teutboldi, filii eius Odonis adhuc in cunabulo)[24]
- Tebaldo (ca. 981 - 1004), citato in entrambi i documenti di cui sopra[24][25], fu conte di Blois;
- Oddone (ca. 982 - 1037), citato in entrambi i documenti di cui sopra[24][25], fu conte di Blois e di Champagne;
- Agnese († dopo il 1024, viene ricordata in un documento del capitolo V del Chartres Saint-Père I, Liber Quintus, datato 1024 (non consultato), in cui vengono ricordati la madre Berta ed il fratello Teodorico[24]), che sposò il visconte Guido di Thouars, come conferma Ex fragmentis chronicon comitum Pictaviae[26]
- Teodorico († dopo tra il 996 ed il 1001), ricordato in un documento del capitolo V del Chartres Saint-Père I, Liber Quintus, datato 1024 (non consultato), assieme alla madre Berta in cui viene citata la sorella Agnese[24] ed inoltre che suo fratello Tebaldo fu sepolto accanto a lui[24];
- Landry († dopo il settembre 1007), come conferma il documento n° XVII del Roberti regis diplomata (Odonis comitis et fratris sui Landrici)[27].

## Ascendenza
|                             |                         |                        | Genitori           |  |  | Nonni |  |  | Bisnonni |  |  | Trisnonni |  |
|                             |                         |                        |                    |  |  |       |  |  | …        |  |  | …         |  |
|                             |                         |                        |                    |  |  |       |  |  | …        |  |  | …         |  |
|                             |                         | …                      |                    |  |  |       |  |  | …        |  |  |           |  |
| Tebaldo il Vecchio di Blois |                         |                        |                    |  |  |       |  |  | …        |  |  |           |  |
|                             |                         | …                      | …                  |  |  |       |  |  |          |  |  |           |  |
|                             |                         | …                      | …                  |  |  |       |  |  |          |  |  |           |  |
|                             |                         | …                      | …                  |  |  |       |  |  |          |  |  |           |  |
| Tebaldo I di Blois          |                         | …                      |                    |  |  |       |  |  |          |  |  |           |  |
|                             |                         | …                      | …                  |  |  |       |  |  |          |  |  |           |  |
|                             |                         | …                      | …                  |  |  |       |  |  |          |  |  |           |  |
|                             |                         | …                      | …                  |  |  |       |  |  |          |  |  |           |  |
| …                           |                         | …                      |                    |  |  |       |  |  |          |  |  |           |  |
|                             |                         | …                      | …                  |  |  |       |  |  |          |  |  |           |  |
|                             |                         | …                      | …                  |  |  |       |  |  |          |  |  |           |  |
|                             |                         | …                      | …                  |  |  |       |  |  |          |  |  |           |  |
| Oddone I di Blois           |                         | …                      |                    |  |  |       |  |  |          |  |  |           |  |
|                             | Erberto I di Vermandois | Pipino I di Vermandois |                    |  |  |       |  |  |          |  |  |           |  |
|                             | Erberto I di Vermandois | Pipino I di Vermandois |                    |  |  |       |  |  |          |  |  |           |  |
|                             | Erberto I di Vermandois | …                      |                    |  |  |       |  |  |          |  |  |           |  |
| Erberto II di Vermandois    | Erberto I di Vermandois |                        |                    |  |  |       |  |  |          |  |  |           |  |
|                             |                         | Liutgarda di Morvois   | …                  |  |  |       |  |  |          |  |  |           |  |
|                             |                         | Liutgarda di Morvois   | …                  |  |  |       |  |  |          |  |  |           |  |
|                             |                         | Liutgarda di Morvois   | …                  |  |  |       |  |  |          |  |  |           |  |
| Liutgarda di Vermandois     |                         | Liutgarda di Morvois   |                    |  |  |       |  |  |          |  |  |           |  |
|                             |                         | Roberto I di Francia   | Roberto il Forte   |  |  |       |  |  |          |  |  |           |  |
|                             |                         | Roberto I di Francia   | Roberto il Forte   |  |  |       |  |  |          |  |  |           |  |
|                             |                         | Roberto I di Francia   | Adelaide d'Alsazia |  |  |       |  |  |          |  |  |           |  |
| Adele di Neustria           |                         | Roberto I di Francia   |                    |  |  |       |  |  |          |  |  |           |  |
|                             |                         | Adele del Maine        | …                  |  |  |       |  |  |          |  |  |           |  |
|                             |                         | Adele del Maine        | …                  |  |  |       |  |  |          |  |  |           |  |
|                             |                         | Adele del Maine        | …                  |  |  |       |  |  |          |  |  |           |  |
|                             |                         | Adele del Maine        |                    |  |  |       |  |  |          |  |  |           |  |

### Fonti primarie
- (LA)  Rodulfi Glabri Historiarum Libri Quinque.
- (LA)  Monumenta Germaniae Historica, Scriptores, tomus VII.
- (LA)  Monumenta Germaniae Historica, Scriptores, tomus III.
- (LA)  Monumenta Germaniae Historica, Scriptores, tomus XXIII.
- (LA)  Monumenta Germaniae Historica, Scriptores, tomus IX.
- (LA)  Cartulaire de Marmoutier pour le Dunois.
- (LA)  Recueil des historiens des Gaules et de la France. Tome 10.
- EPISTOLARIO DI GERBERTO DI AURILLAC.
- (FR)  Eudes, comte de Blois, de Tours, de Chartres, de Troyes et de Meaux.
- (LA)  Cartoulaire de l'abbaye de Saint Pere de Chartres, tomus I.
- (LA)  Cartoulaire de l'abbaye de Saint Pere de Chartres, tomus II.
- (LA)  Historiæ Normannorum Scriptores Antiqui.

### Letteratura storiografica
- Louis Halphen, Francia:gli ultimi Carolingi e l'ascesa di Ugo Capeto (888-987), cap. XX, vol. II, in «Storia del mondo medievale», 1999, pp. 636–661
- Louis Halphen, "La Francia dell'XI secolo", cap. XXIV, vol. II (L'espansione islamica e la nascita dell'Europa feudale) della Storia del Mondo Medievale, 1999, pp. 770–806.
- Louis Halphen, "Il regno di Borgogna", cap. XXV, vol. II (L'espansione islamica e la nascita dell'Europa feudale) della Storia del Mondo Medievale, 1999, pp. 807–821.
- (FR)  Chartes Vendômoises.